# ACH Volley Ljubljana
O Odbojkarski Klub ACH Volley, mais conhecido apenas como ACH Volley Ljubljana, é um clube de voleibol masculino esloveno fundado no ano de 1970, na cidade de Bled, Eslovênia. Atualmente o clube disputa a 1. DOL, a primeira divisão do campeonato esloveno.

## Histórico
Fundado como Odbojkarski Klub Bled em 1970 na cidade de Bled, teve como primeiro presidente Zdravko Silić. A partir das seções do ŠD Ribno e
TVD Partizan Bled, inicialmente só tinha o departamento de voleibol masculino que rapidamente evoluía nas divisões nos primeiros anos de existência, estreando na Liga Municipal na jornada 1970–71, depois na 2º SOL em 1971–72 e na 1º SOL na temporada 1972–73.
No período 1973–74 disputou sua primeira partida oficial a nível nacional, disputaram a Copa da Eslovênia, sediada em Lipnica, em 9 de outubro de 1973, sendo eliminados nas oitavas de final da Copa Jugoslávia em três sets corridos pelo Crvena Zvezda. Após cinco anos da fundação, a equipe masculina foi classificada à II. Liga Federal de Vôlei. 
Na temporada 1975–76, já termina em terceiro nessa competição, atrás das equipes Metalac e Fužinar. Em 1976, esteve novamente nas oitavas de final da copa contra os campeões nacionais, a equipe Mladost de Zagreb. Nessa jornada uma equipe feminina foi criada. Depois de cinco anos jogando na II. O ZOL que estava reformulando-se o Bled se classificou na 1.B ZOL, onde competiu até 1989.
Na temporada 1985–86, Bled possui duas equipes na liga federal, além do time masculino no II. ZOL também joga com uma equipe feminina. Nessa temporada, a equipe juvenil feminina alcançou um sucesso único, já que as estrelas de Bled se tornaram campeãs nacionais da Jugoslávia.
Pela primeira vez, estrelas e astros estrangeiros atuam em Bled. A temporada 1994–95 registra o maior sucesso do vôlei feminino em Bled desde que a equipe Klima Commerce Bled se torna campeã nacional. Na final, derrota a equipe Infond Branik com duas vitórias nos playoffs. O clube estreia nas Copas da Europa na temporada 1995–96, no mesmo ano em que os jogadores chegam novamente na final, terminando com o vice-campeonato.
No início de 1998, o vôlei masculino mudou novamente de Bled, devido a falta de estrutura do ginásio, migrando seu mando dos jogos para o novo pavilhão esportivo da Escola Secundária de Restauração em Radovljica. No período de 1998–99, a equipe feminina participa do torneio final da competição pela Copa da Eslovênia, enquanto os homens se tornam campeões do outono, mas no final do campeonato terminam em quinto lugar.
Na temporada 1999–00, o time masculino do ELVO Bled entra para a história conquistando o título do campeonato nacional e, em 2000–01, sob o nome MERKUR Bled, conquista o segundo lugar tanto na Copa da Eslovênia quanto no campeonato nacional.
Em 2001–02, a equipe masculina utiliza a alcunha MERKUR LIP Bled e chega às finais do campeonato nacional e conquista o segundo lugar final, e os juniores se tornam campeões nacionais. O sucesso desta temporada é complementado por uma equipe de garotos com o segundo lugar e uma equipe de garotas com o terceiro lugar no campeonato nacional de mini vôlei, o jogador Andrej Flajs se torna o campeão nacional de vôlei de praia nas categorias sub-21 e sub-23.
Na jornada de 2002–03 os jovens do MERKUR LIP Bled levam o sexto lugar e a qualificação para a final da Copa da Eslovênia, enquanto a equipe feminina de vôlei e a masculina de mini-vôlei se classificam para as finais do campeonato nacional, onde ambas as equipes terminam em quarto lugar. A equipe Bled Men LIP BLED alcançou o mesmo ranking na temporada do campeonato nacional 2003–04 que na última temporada, sexta, e a equipe feminina sênior é classificada na final do campeonato nacional, onde ocupa o segundo lugar.
Na temporada 2004–05, a equipe masculina de Autocommerce em fevereiro ganha seu primeiro prêmio no âmbito nacional da equipe Radovljica SGS Radovljica e em abril o título do campeonato nacional. O título de melhor do país também é conquistado por uma equipe juvenil feminina, e uma equipe de garotos do mini-vôlei é incluída no torneio final.
Nas competições de 2005–06 a equipe da Autocommerce estreia na Taça CEV, um terceiro lugar na recém-formada Interliga e um terceiro título de campeão nacional. Na temporada 2006–07, tem um marco histórico do voleibol esloveno, com a alcunha OK Autocommerce vence todas as quatro competições em que participou: campeonato nacional, Copa da Eslovênia, Liga da Europa Central (MEVZA), Taça CEV, e rendeu-lhe a participação na Liga dos Campeões na temporada 2007–08. Houve a mudança de patrocinador e passou a se chamar Odbojkarski Klub ACH Volley.
No período de 2007–08, alcançou dois láureos nacionais e novamente vence o título da Liga da Europa Central. Após escolha da Associação Eslovena de Jornalistas Esportivos, torna-se uma equipe esportiva eslovena do ano de 2007. No final dessa jornada, recebe outro prêmio de prestígio: o IECL PRESS AWARD, concedido pela Confederação Europeia de Voleibol (CEV) pelas melhores relações públicas na Liga dos Campeões.
Foi contratado para o período de 2008–09 o técnico canadense Glenn Hoag, e obteve os dois láureos nacionais, alcançando o segundo lugar na Liga da Europa Central, com duas vitórias na fase de grupos da Liga dos Campeões. O ACH Volley também recebe o prêmio SPORTO Award 08 pelo projeto da Liga dos Campeões da Europa. E com Glenn Hoag na temporada 2009–10, alcançou um tremendo sucesso, conquistando os dois títulos nacionais, além do título da Liga da Europa Central no torneio final em Viena e conquistando o quarto lugar histórico na Liga dos Campeões cuja fase final ocorreu Łódź.

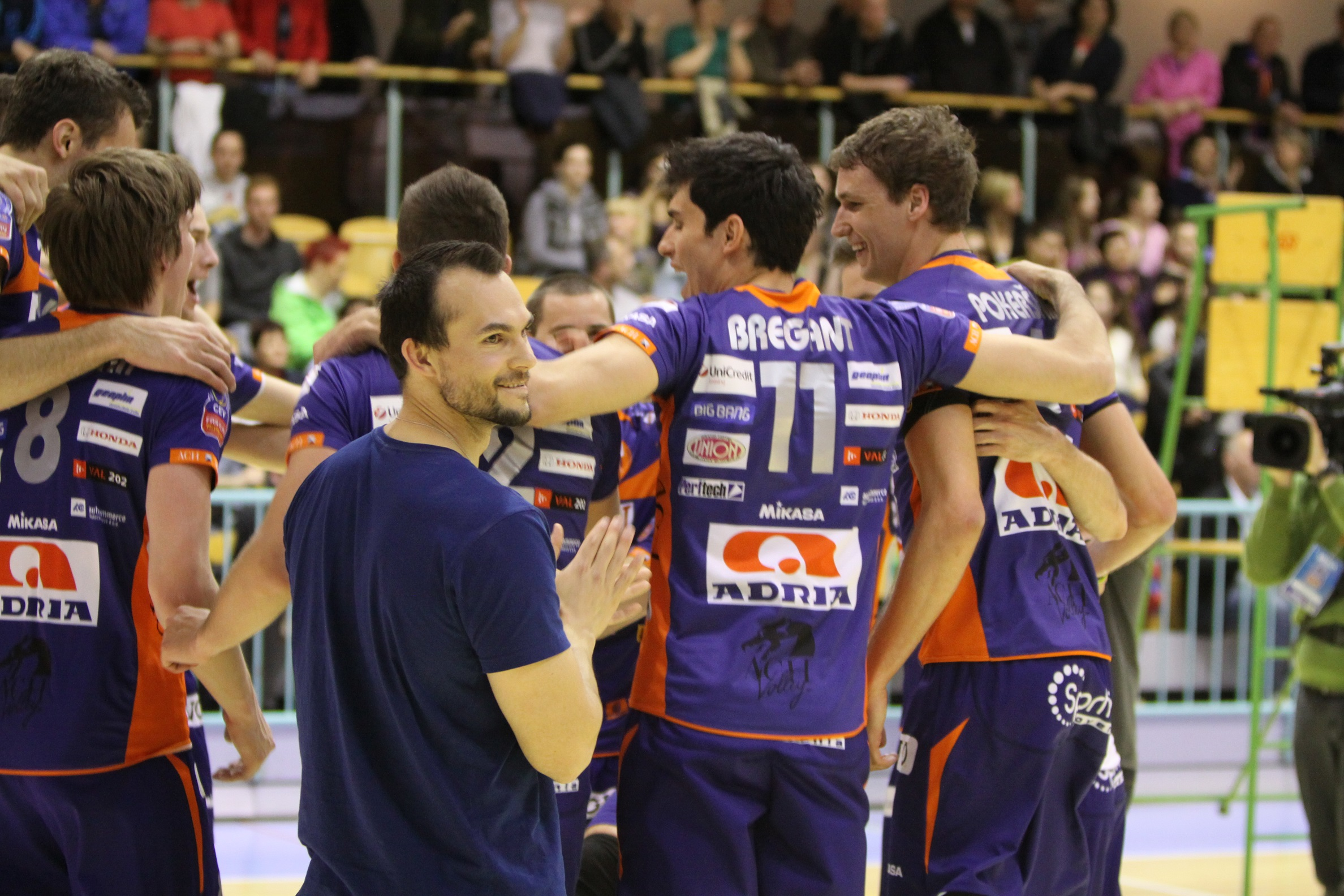
ACH Volley Ljubljana na temporada 2013–14.

Ao final da temporada 2010–11, após 40 anos de atividade, a equipe de Bled transferiu seu projeto para a capital eslovena, em Liubliana. Em comunicado à imprensa, o presidente do clube avaliou: "O ACH Volley vai transferir a sua primeira equipa para Ljubljana. Esta decisão é o resultado de uma análise abrangente e minuciosa da utilização das melhores condições possíveis para o trabalho da primeira equipa. Estas estarão à nossa disposição em Ljubljana. Objectivamente, é não foi possível trabalhar mais e melhor em Radovljica, sobretudo devido à ocupação do pavilhão desportivo e às muitas equipas desportivas de grande qualidade deste município que o utilizam. Acreditamos que com a mudança para Ljubljana poderemos fazer ainda mais para o desenvolvimento do vôlei esloveno."
Na temporada 2021–22, a equipe da capital eslovena conquistou novamente mais um título da Liga MEVZA. Chegando invicto ao Final Four em Bleiburg, na Áustria, o ACH superou o SK Zadruga Aich/Dob, vencendo a partida em três sets (25–21, 25–18, 25–22). Na final, a equipe eslovena derrotou o croata HAOK Mladost Zagreb no quarto set, com parciais de 25–14, 20–25, 25–22, 25–14 e garantiu o décimo segundo título da história da competição, o quarto consecutivo.

## Títulos

### Internacionais
Taça CEV
- Campeão: 2006–07

 Liga MEVZA
- Campeão: 2006–07, 2007–08, 2009–10, 2010–11, 2012–13, 2013–14, 2015–16, 2016–17, 2018–19, 2019–20, 2020–21, 2021–22, 2022–23
- Vice-campeão: 2008–09, 2011–12

### Nacionais
Campeonato Esloveno:
- Campeão: 1999–00, 2004–05, 2005–06, 2006–07, 2007–08, 2008–09, 2009–10, 2010–11, 2011–12, 2012–13, 2013–14, 2014–15, 2015–16, 2016–17, 2017–18, 2018–19, 2019–20, 2021–22, 2022–23
- Vice-campeão: 2000–01, 2001–02

 Copa da Eslovênia:
- Campeão: 2004–05, 2006–07, 2007–08, 2008–09, 2009–10, 2010–11, 2011–12, 2012–13, 2014–15, 2017–18, 2018–19, 2019–20, 2021–22, 2022–23
- Vice-campeão: 2000–01, 2015–16, 2016–17, 2020–21